# Sistema suíço
O Sistema Suíço é um sistema de disputa criado pelo suíço Julius Muller no final do século XIX. Foi utilizado pela primeira vez em um torneio de xadrez em Zurique, na Suíça, o que deu ao sistema o seu nome. É hoje o sistema de disputa mais utilizado nos torneios oficiais de xadrez, squash, damas, go, bridge, scrabble, quiz bowl, gamão, Magic: The Gathering, Yu-Gi-Oh!, EVE Online, Pokémon VGC e TCG, Counter-Strike: Global Offensive e outros jogos, onde jogadores ou equipes precisam ser colocados em pares, para enfrentarem-se entre si.[carece de fontes?] Esse sistema tem a vantagem de permitir um grande número de participantes com um número pequeno e determinado de rodadas sem a necessidade de eliminar participantes. Segue o mesmo sistema de contagem de pontos do sistema todos contra todos, conhecido como Round robin, porém com as seguintes regras:
- Número pré-determinado de rodadas.
- Dois participantes não se enfrentam mais que uma vez.
- Na rodada 1: o emparceiramento dos confrontos é feito através do rating ou de sorteio, caso os jogadores não possuam rating.
- Nas demais rodadas: participantes com pontuações iguais são emparceirados.
- Caso não seja possível emparceirar participantes com o mesmo número de pontos o confronto será com o concorrente com pontuação mais próxima possível.

Nos torneios oficiais de xadrez da CBX e da maioria das Federações adota-se como ferramenta obrigatória dos árbitros de xadrez o software Swiss Manager (mais popular), Vega, Javapairing, Swiss Master, Tournamentservice, Swiss-chess, Swiss Perfect 98 (não é endossado pela FIDE) que organizam automaticamente torneios no sistema suíço, isso a fim de evitar erros na organização feita de forma manual.

## Número ímpar de participantes ("BYE")
Se o número total de participantes de um torneio for ímpar, um dos participantes acabará desemparelhado, ou seja sem adversário para enfrentar na rodada, recebendo a pontuação equivalente a uma vitória por motivo de adversário ausente, o chamado BYE. Os critérios para definir qual participante do torneio ficará desemparelhado na rodada é:
- 1 - Não ter recebido ainda nenhum BYE no torneio;
- 2 - Possuir o menor número de pontos;
- 3 - Possuir o menor rating;

## Critérios de desempate
Há dois tipos de critérios de desempate no sistema suíço:
- baseado no desempenho dos adversários enfrentados;
- baseado no desempenho individual.

### Desempate baseado no desempenho dos adversários

#### Buchholz
Buchholz (ou milésimos) é a soma dos pontos de cada um dos oponentes enfrentados ao longo do torneio. A ideia é, em caso de empate, favorecer quem enfrentou os maiores pontuadores. Esse desempate é muito usado em torneios oficiais de xadrez e damas, especialmente no sistema suíço. O nome é uma homenagem ao alemão criador desse desempate.
O Buchholz possui algumas variantes, tais como:
- Buchholz total: soma da pontuação dos adversário sem descartar nenhum resultado;
- Buchholz corrigido: soma da pontuação dos adversários descartando o pior resultado;
- Buchholz mediano: soma da pontuação dos adversários descartando o melhor e o pior resultado, ou descartando os dois melhores e os dois piores resultados;
- Sistema Koya: soma dos números de pontos alcançados contra todos os oponentes que obtiveram cinquenta por cento ou mais.

#### Índice Sonnenborn-Berger
O Índice Sonnenborn-Berger (SB) é um dos principais critérios de desempate utilizados nos torneios oficiais de xadrez e damas. Baseia-se na ideia de que um mesmo resultado (vitória ou empate) é mais valioso se obtido contra oponentes que conseguiram mais pontos no torneio. Obtém-se o índice Sonnenborn-Berger através da formula:

SB = (SV * V) + (SE * E)

SV - Soma dos pontos dos adversarios que venceu

V  - Valor da vitória

SE - Soma dos pontos dos adversarios que empatou

E  - Valor do empate;

#### Soma dosratings
É a soma dos ratings dos adversários enfrentados ao longo do torneio. Geralmente adotado como último critério de desempate em torneios de xadrez, porém para usar esse desempate todos os competidores devem possuir rating.

### Desempates baseado no desempenho individual

#### Progressivo
Também conhecido como "Escore Acumulado" ou "Desempate FIDE" que é a soma dos pontos de uma equipe (ou jogador) em cada rodada. Esse desempate tende a favorecer quem teve melhor desempenho no início do torneio, isso porque no sistema suíço concorrentes com o mesmo número de pontos se enfrentam, dessa forma quem faz mais pontos nas primeiras rodadas acaba enfrentando adversários mais fortes em relação aquele que fez mais pontos nas últimas rodadas.

#### Vitórias
Favorece quem possui maior número de vitórias em esportes que admite empate. Foi um dos principais critérios de desempate do xadrez na década de 70 e início dos anos 80, hoje porém caiu em desuso sendo eventualmente usado como um dos últimos critérios de desempate em torneios oficiais.

#### Vitórias com as peças pretas
Favorece o participante que possui o maior número de vitórias com as peças pretas. Isso porque no xadrez as peças brancas levam uma certa vantagem sobre as peças pretas por possuirem a iniciativa (direito de fazer o primeiro lance da partida), dessa forma as peças brancas estão sempre um lance a frente. Além disso, o primeiro lance das brancas definem quais serão as Aberturas de xadrez possíveis na partida.

#### Confronto direto
Quando dois competidores possuem o mesmo número de pontos, e igualdade nos demais critérios que o regulamento coloca como prioritários, qualifica-se o competidor que houver vencido a única partida disputada entre os dois durante o torneio. Porém, esse critério só é válido caso haja apenas dois participantes empatados ou caso um dos participantes tenha vencido todos os adversários empatados em questão.

#### Escores menores (Minor scores)
É a soma dos placares feitos menos a soma dos placares sofridos em cada rodada (semelhante ao Saldo de Gols no futebol). Muito utilizado em torneios de xadrez por equipes e outros jogos ou esportes que possuem placares.

## Emparceiramento acelerado
O método de Emparceiramento Acelerado (Accelerated Swiss) é usado em alguns torneios quando o número de participantes é muito grande e o número de rodadas relativamente pequeno, tendo então o objetivo de reduzir o número de jogadores com pontuação perfeita de forma mais rapida. Ao contrário do método padrão este método faz o emparceiramento de participantes de ponta logo nas rodadas de abertura. Com esse método após duas rodadas apenas ⅛ dos jogadores terá 100% de aproveitamento ao invés de ¼.

## Programas de emparceiramento
A necessidade de abordar uma grande massa de dados (lista de inscritos, tabela de jogos, classificação, rating, critérios de desempate, etc), as diversas regras para emparceiramento e a necessidade de fornecer informações rapidamente fez necessário a criação de Softwares que auxiliem nessas tarefas. Para ajudar a gerenciar torneios no Sistema Suíço foram criados numerosos programas de emparceiramento: Swiss Perfect, Swiss Manager, Swissys, Swiss46, Chess Administrator, Swiss Chess, Kersuizo, Chess Pairing, Protos, Figaro, Petunia Dutch System, GMB Lim System, Swiss Chess Dutch System, Svboss Dutch System, etc.
O Fórum Internacional Software Livre usa este método no sistema de avaliação das palestras.